# 蝸角棋
蝸角棋，是清朝童葉庚創作的一種使用菱形格為棋盤的中國象棋變體，收錄於1890年出版《睫巢鏡影》內的《蝸角新棋》。
作者童葉庚以《莊子‧雜篇‧則陽第二十五》作該棋的典故 ，並與三友棋、七國象棋作比較，說：「少山海城堙之阻隔，非同破水三友之棋，無弓弩刀劍之紛陳，迥異溫公七國之局。」

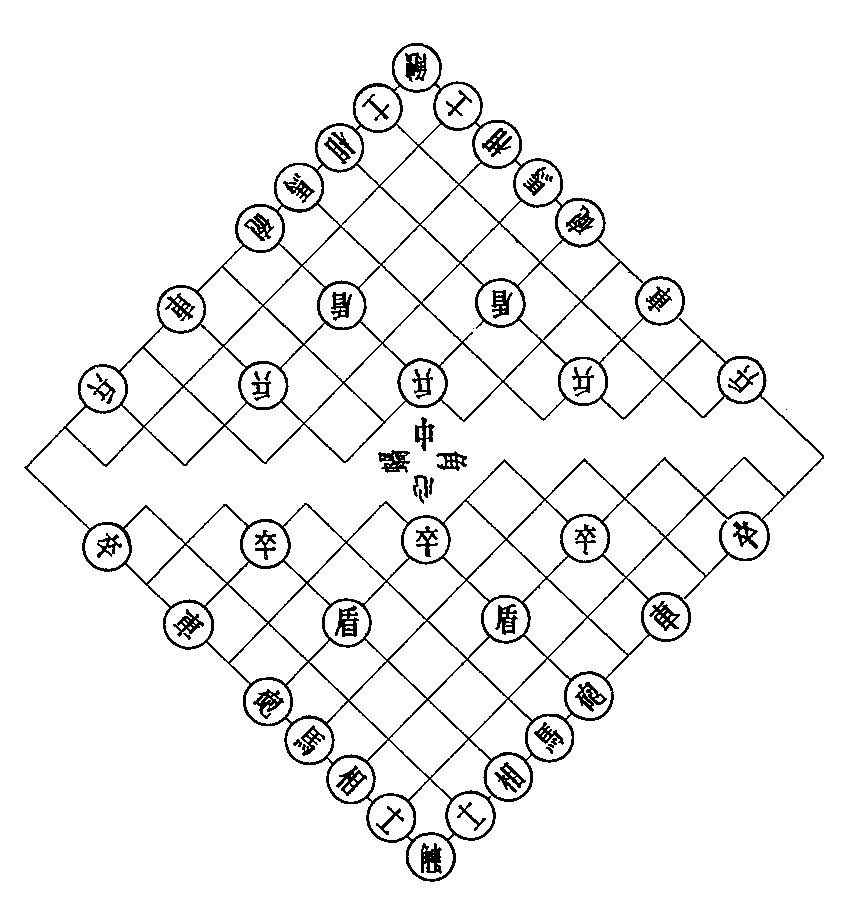
蝸角棋初始布置

## 棋具
- 棋盤為菱形，中間對角線不畫縱橫直線的此區域稱為坎。兩端角2*2菱格稱為九宮。
- 除一套中國象棋棋子，每方各加盾兩枚，另外帥、將各改稱觸、蠻，共三十六枚棋子。

## 規則
- 依圖佈置棋子。
- 原先棋子的直向在此指平行棋邊，斜向指平行對角線。車、馬、砲的移動都無變動。
  - 盾斜向一格。
  - 兵、卒在未越過坎時，只能朝前方沿直向一格，共兩個方向；越過後能朝左或右兩側移動一格，增加兩個方向。
  - 象移動改為直向正好兩格，不得越子，不可越過坎。
  - 士移動改為直向一格，不可越過九宮。
  - 觸、蠻移動為直向或斜向，不可越過九宮，也不能在一斜向上己方與敵方的觸、蠻照面。
- 其他依照正統的中國象棋規則。[1]